# Сафонов, Пётр Африканович
Пётр Африка́нович Сафо́нов (25 ноября 1877 — 3 марта 1928) — русский офицер, член IV Государственной думы от Гродненской губернии.

## Биография
Православный. Из потомственных дворян Орловской губернии. Землевладелец (100 десятин).
Окончил Орловский Бахтина кадетский корпус (1896) и Александровское военное училище (1898), выпущен офицером в 116-й пехотный Малоярославский полк.
В 1902 году вышел в запас в чине поручика. Выйдя с военной службы, занимал должности крестьянского начальника, земского начальника 7-го и 3-го участков Ново-Александровского уезда Ковенской губернии, состоял брестским уездным предводителем дворянства. Дослужился до чина коллежского асессора.
В 1905 году был вновь призван на военную службу, из которой был уволен в запас в 1909 году с производством в штабс-капитаны.
В 1912 году был избран в члены Государственной думы от Гродненской губернии 1-м и 2-м съездами городских избирателей. Входил во фракцию русских националистов и умеренно-правых (ФНУП), после её раскола в августе 1915 — в группу сторонников П. Н. Балашова. Был членом-заместителем Совета старейшин Думы от фракции националистов и умеренно-правых. Состоял членом комиссий: по местному самоуправлению, по запросам, по военным и морским делам, бюджетной, сельскохозяйственной и об охоте.
Во время Первой мировой войны входил в Особое совещание для обсуждения и объединения мероприятий по перевозке топлива, продовольствия и военных грузов.
В марте 1917 года находился в Петрограде, затем был командирован Временным комитетом Государственной думы в Мглинский уезд Черниговской губернии для налаживания работы местных органов власти. В августе 1917 участвовал в Государственном совещании в Москве.
В 1919 году служил в Красной армии.
Умер от туберкулеза в 1928 году в Ленинграде.

## Семья
В 1904 году женился на Юлии Федоровне Гончаровой (1874—?). Их дети:
- Кирилл (1905—1907)
- Марина (1908—?)
- Юрий (1911—?)